# YARA
YARA是一个主要用于恶意软件研究和检测的工具。
它提供了一种创建基于文本或二进制模式的恶意软件系列的描述方法。一个描述本质上是一个 YARA 规则名称，其中这些规则由字符串集和一个布尔表达式组成。 使用的语言具有与 Perl 兼容的正则表达式的特点。

## 历史
YARA 最初由 VirusTotal 的 Victor Alvarez 开发，并于 2013 年在 GitHub 上发布 YARA 的名称来自 YARA: Another Recursive Acronym 或 Yet Another Ridiculous Acronym 的首字母缩写。

## 设计
YARA 默认包含了处理 PE、ELF格式分析的模块，并支持Cuckoo 沙盒。